# FIL-Sommerrodel-Cup 2009
Der FIL-Sommerrodel-Cup 2009 war die 17. Auflage des von der Fédération Internationale de Luge de Course veranstalteten Sommerrodel-Cups, der am 4. und 5. September 2009 auf der Rennschlittenbahn „Wolfram Fiedler“ in Ilmenau ausgetragen wurde. Es fanden Wettbewerbe in den Altersklassen Elite/Junioren und Jugend A statt, die jeweils in drei Läufen entschieden wurden. Es siegten Andi Langenhan und Dajana Eitberger in der Altersklasse Elite/Junioren sowie Marián Zemaník und Johanna Hodermann in der Altersklasse Jugend A.

## Titelverteidiger
Beim FIL-Sommerrodel-Cup im September 2008 siegten Johannes Ludwig und Dajana Eitberger in der Altersklasse Elite/Junioren sowie Martin Krkoška und Saskia Kapfenberger in der Altersklasse Jugend A. Kapfenberger trat nicht zur Titelverteidigung an.

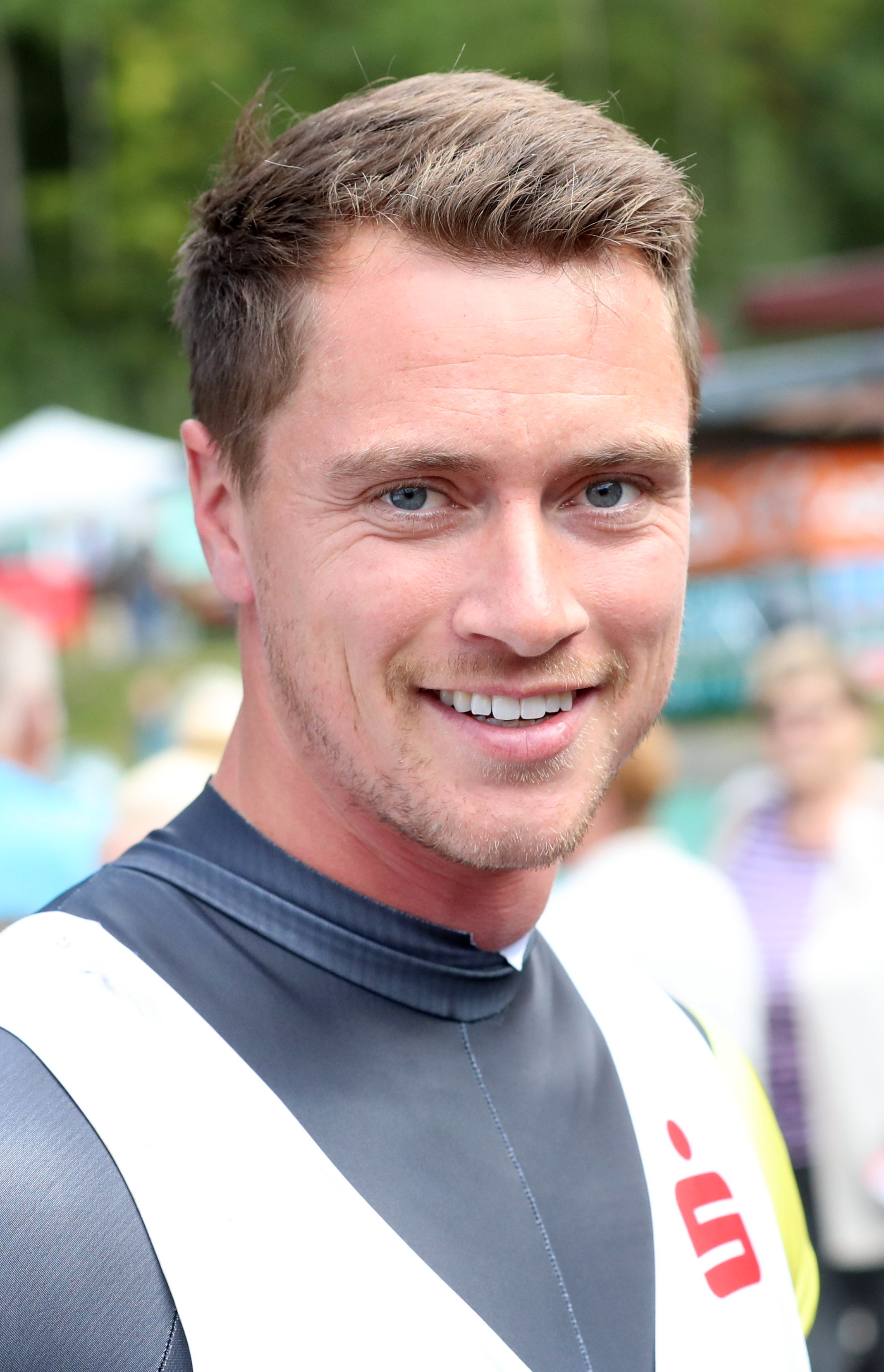
Johannes Ludwig
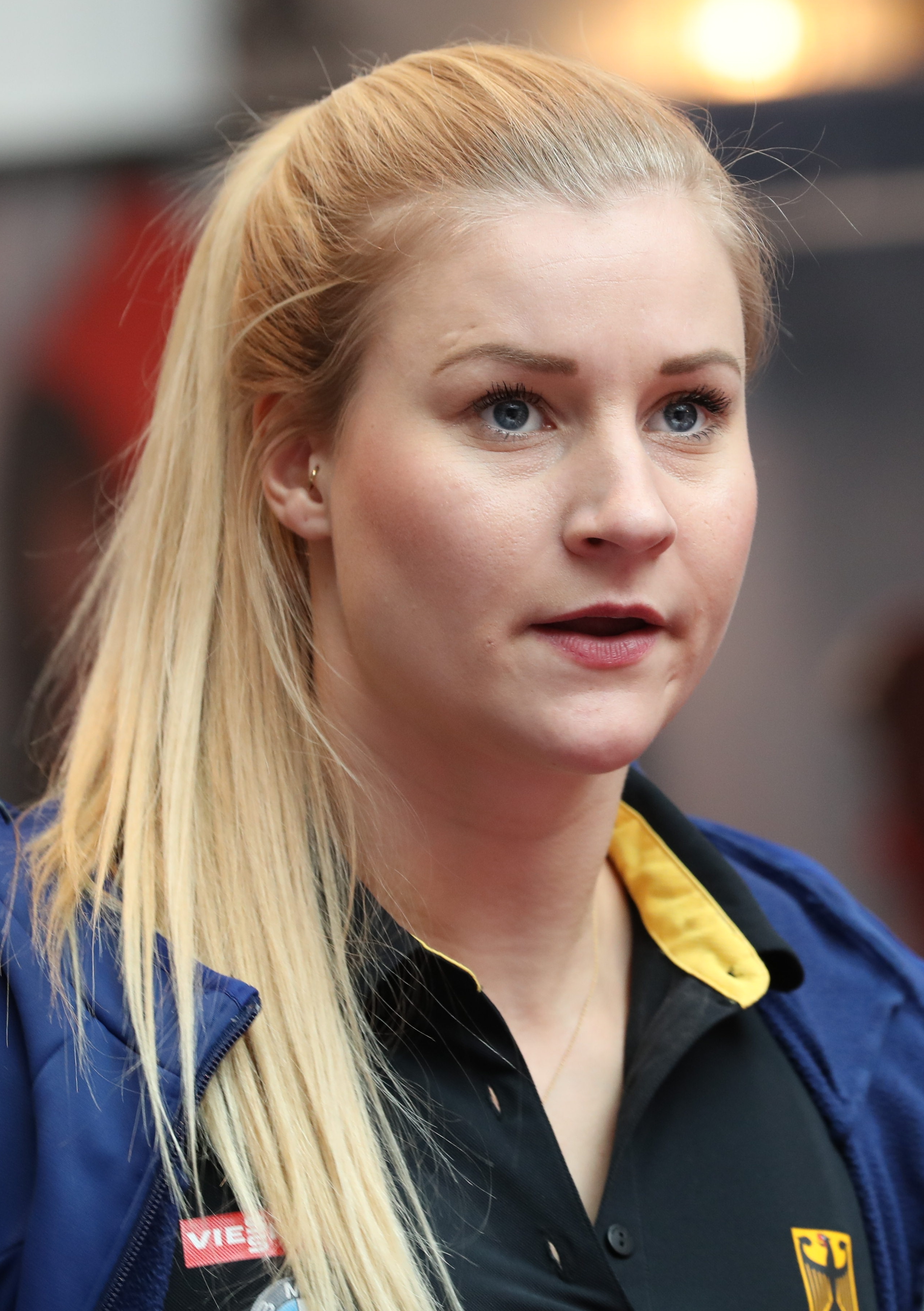
Dajana Eitberger

## Ergebnisse

### Altersklasse Elite/Junioren

#### Männer

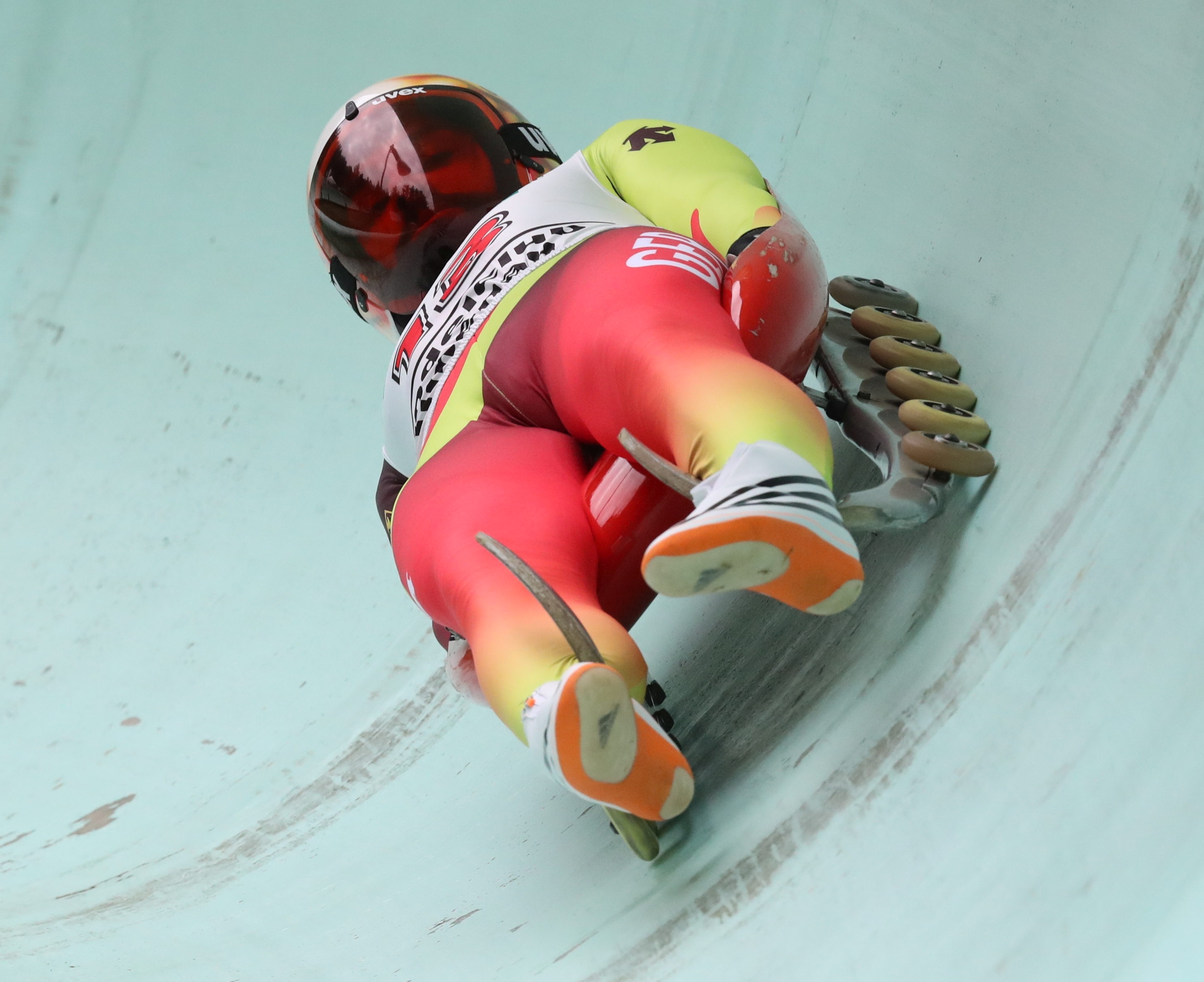
Andi Langenhan

| Platz | Sportler          | Laufzeit 1    | Laufzeit 2    | Laufzeit 3    | Endzeit          |
| ----- | ----------------- | ------------- | ------------- | ------------- | ---------------- |
| 1     | Andi Langenhan    | 20,425 s (1)  | 20,357 s (2)  | 20,210 s (1)  | 1:00,992 Minuten |
| 2     | Robert Eschrich   | 20,444 s (2)  | 20,362 s (3)  | 20,321 s (2)  | 1:01,127 Minuten |
| 3     | Johannes Ludwig   | 20,471 s (4)  | 20,335 s (1)  | 20,394 s (3)  | 1:01,200 Minuten |
| 4     | Jan Eichhorn      | 20,503 s (6)  | 20,390 s (4)  | 20,455 s (4)  | 1:01,348 Minuten |
| 5     | Sascha Benecken   | 20,474 s (5)  | 20,461 s (5)  | 20,482 s (5)  | 1:01,417 Minuten |
| 6     | Toni Eggert       | 20,451 s (3)  | 20,588 s (8)  | 20,549 s (6)  | 1:01,588 Minuten |
| 7     | Wolfgang Kindl    | 20,543 s (7)  | 20,567 s (6)  | 20,565 s (7)  | 1:01,675 Minuten |
| 8     | Robert Fischer    | 20,570 s (8)  | 20,573 s (7)  | 20,802 s (13) | 1:01,945 Minuten |
| 9     | Toni Förtsch      | 20,667 s (9)  | 20,689 s (10) | 20,662 s (8)  | 1:02,018 Minuten |
| 10    | Manuel Pfister    | 21,738 s (10) | 20,844 s (14) | 20,745 s (9)  | 1:02,327 Minuten |
| 11    | Marcel Oster      | 21,828 s (12) | 20,731 s (11) | 20,786 s (12) | 1:02,345 Minuten |
| 12    | Marek Solčanský   | 20,972 s (18) | 20,685 s (9)  | 20,749 s (10) | 1:02,406 Minuten |
| 13    | Nico Grüßner      | 20,810 s (11) | 20,770 s (12) | 20,866 s (16) | 1:02,446 Minuten |
| 14    | Chris Rohmeiß     | 20,899 s (14) | 20,803 s (13) | 20,807 s (14) | 1:02,509 Minuten |
| 15    | Martin Krkoška    | 20,942 s (17) | 20,855 s (16) | 20,779 s (11) | 1:02,576 Minuten |
| 16    | Daniel Rothamel   | 21,088 s (20) | 20,880 s (18) | 20,888 s (17) | 1:02,856 Minuten |
| 17    | Christopher Preuß | 20,928 s (15) | 20,871 s (17) | 21,108 s (20) | 1:02,907 Minuten |
| 18    | Karol Stuchlák    | 21,257 s (21) | 20,848 s (15) | 20,816 s (15) | 1:02,921 Minuten |
| 19    | Domen Pociecha    | 20,882 s (13) | 21,136 s (20) | 20,905 s (18) | 1:02,923 Minuten |
| 20    | Grega Hacin       | 21,033 s (19) | 20,999 s (19) | 21,157 s (21) | 1:03,189 Minuten |
| 21    | Danej Navrboc     | 20,929 s (16) | 21,184 s (21) | 21,094 s (19) | 1:03,207 Minuten |

#### Frauen

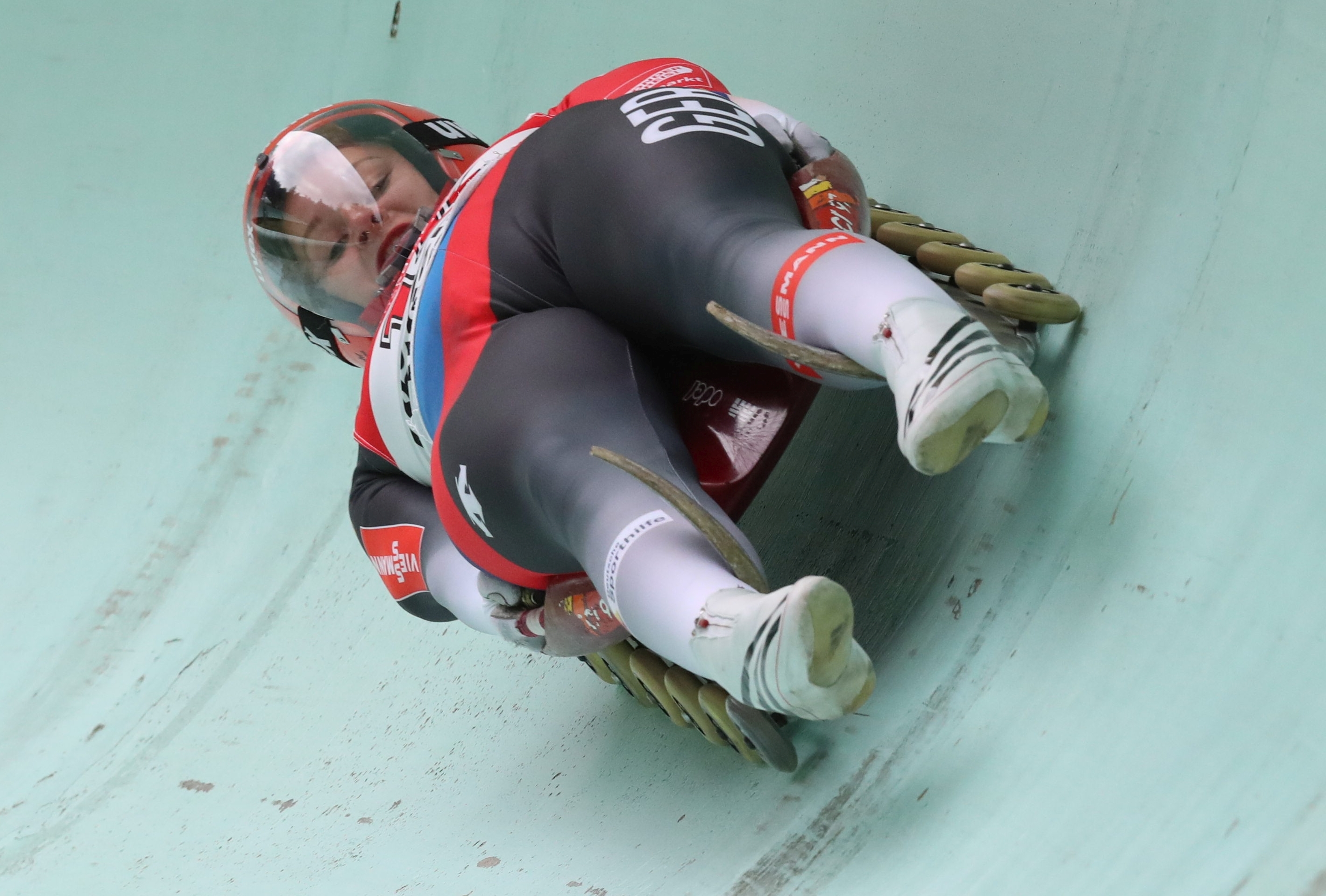
Dajana Eitberger

| Platz | Sportler            | Laufzeit 1    | Laufzeit 2    | Laufzeit 3    | Endzeit          |
| ----- | ------------------- | ------------- | ------------- | ------------- | ---------------- |
| 1     | Dajana Eitberger    | 21,400 s (2)  | 21,156 s (1)  | 21,213 s (1)  | 1:03,769 Minuten |
| 2     | Nathalie Burkhardt  | 21,386 s (1)  | 21,364 s (3)  | 21,483 s (3)  | 1:04,233 Minuten |
| 3     | Ewelina Staszulonek | 21,528 s (4)  | 21,363 s (2)  | 21,532 s (4)  | 1:04,423 Minuten |
| 4     | Mariola Ziętek      | 21,453 s (3)  | 21,601 s (4)  | 21,434 s (2)  | 1:04,488 Minuten |
| 5     | Veronika Figliarova | 21,556 s (5)  | 21,670 s (6)  | 21,626 s (5)  | 1:04,852 Minuten |
| 6     | Birgit Platzer      | 21,811 s (7)  | 21,668 s (5)  | 21,681 s (6)  | 1:05,160 Minuten |
| 7     | Nina Čebin          | 21,713 s (6)  | 21,851 s (7)  | 21,790 s (7)  | 1:05,354 Minuten |
| 8     | Ewa Kuls            | 21,394 s (9)  | 21,880 s (8)  | 21,984 s (8)  | 1:06,258 Minuten |
| 9     | Daria Obratov       | 22,312 s (8)  | 21,591 s (10) | 22,918 s (10) | 1:07,821 Minuten |
| 10    | Mona Wabnigg        | 24,590 s (10) | 22,180 s (9)  | 22,497 s (9)  | 1:09,267 Minuten |
| DNS   | Viera Gbúrová       |               |               |               |                  |

### Altersklasse Jugend A

#### Männlich
| Platz | Sportler              | Laufzeit 1    | Laufzeit 2    | Laufzeit 3    | Endzeit          |
| ----- | --------------------- | ------------- | ------------- | ------------- | ---------------- |
| 1     | Marián Zemaník        | 20,832 s (1)  | 20,793 s (1)  | 20,535 s (1)  | 1:02,160 Minuten |
| 2     | Florian Berkes        | 21,625 s (3)  | 21,155 s (2)  | 21,115 s (4)  | 1:03,895 Minuten |
| 3     | Florian Küchler       | 21,612 s (2)  | 21,213 s (3)  | 21,111 s (3)  | 1:03,936 Minuten |
| 4     | Georg Reumschüssel    | 21,813 s (5)  | 21,339 s (5)  | 20,952 s (2)  | 1:04,104 Minuten |
| 5     | David Gleirscher      | 22,128 s (11) | 21,223 s (4)  | 21,328 s (6)  | 1:04,679 Minuten |
| 6     | Toni Gräfe            | 21,802 s (4)  | 21,741 s (11) | 21,184 s (5)  | 1:04,727 Minuten |
| 7     | Michael Mayer         | 21,897 s (6)  | 21,619 s (6)  | 21,369 s (8)  | 1:04,885 Minuten |
| 8     | Dean Behrendt         | 22,099 s (9)  | 21,626 s (7)  | 21,392 s (9)  | 1:05,117 Minuten |
| 9     | Thomas Steu           | 21,994 s (7)  | 21,769 s (12) | 21,537 s (10) | 1:05,300 Minuten |
| 10    | Philipp Struppert     | 22,321 s (14) | 21,683 s (9)  | 21,358 s (7)  | 1:05,362 Minuten |
| 11    | Maximilian Herrmann   | 22,116 s (10) | 21,775 s (13) | 21,620 s (12) | 1:05,511 Minuten |
| 12    | Eric Wuttig           | 22,249 s (13) | 21,647 s (8)  | 21,857 s (14) | 1:05,753 Minuten |
| 13    | Manuel Stiebing       | 22,074 s (8)  | 21,737 s (14) | 21,899 s (16) | 1:05,876 Minuten |
| 14    | Sebastian Bley        | 22,245 s (12) | 21,737 s (10) | 21,899 s (15) | 1:05,881 Minuten |
| 15    | Paul Boike            | 22,516 s (18) | 22,215 s (16) | 21,603 s (11) | 1:06,334 Minuten |
| 16    | Iwo Mischkalow        | 22,325 s (15) | 22,230 s (17) | 21,818 s (13) | 1:06,373 Minuten |
| 17    | Daniel Fluckinger     | 22,412 s (17) | 22,130 s (15) | 22,004 s (17) | 1:06,546 Minuten |
| 18    | Aleksandar Poibrenski | 22,363 s (16) | 22,633 s (18) | 22,006 s (18) | 1:07,002 Minuten |

#### Weiblich
| Platz | Sportler            | Laufzeit 1    | Laufzeit 2    | Laufzeit 3    | Endzeit          |
| ----- | ------------------- | ------------- | ------------- | ------------- | ---------------- |
| 1     | Johanna Hodermann   | 22,111 s (1)  | 21,577 s (1)  | 21,530 s (2)  | 1:05,218 Minuten |
| 2     | Stefanie Schubert   | 22,394 s (9)  | 21,772 s (3)  | 21,684 s (4)  | 1:05,850 Minuten |
| 3     | Annika Anschütz     | 22,213 s (3)  | 22,168 s (9)  | 21,502 s (1)  | 1:02,734 Minuten |
| 4     | Sahrah Oberhöller   | 22,212 s (6)  | 21,754 s (2)  | 22,003 s (9)  | 1:05,969 Minuten |
| 5     | Maria Naß           | 22,327 s (6)  | 22,141 s (7)  | 21,627 s (3)  | 1:06,095 Minuten |
| 6     | Miriam Kastlunger   | 22,563 s (12) | 21,884 s (4)  | 21,823 s (6)  | 1:06,270 Minuten |
| 7     | Lisa Hoffmann       | 22,583 s (13) | 22,111 s (6)  | 21,839 s (7)  | 1:06,533 Minuten |
| 8     | Juliane Werner      | 22,376 s (8)  | 22,229 s (10) | 21,997 s (8)  | 1:06,602 Minuten |
| 9     | Lisa Voigt          | 22,329 s (7)  | 22,167 s (8)  | 22,122 s (11) | 1:06,618 Minuten |
| 10    | Katrin Heinzelmaier | 22,448 s (10) | 22,033 s (5)  | 22,157 s (12) | 1:06,638 Minuten |
| 11    | Katrin Ibele        | 22,232 s (5)  | 22,583 s (16) | 22,020 s (10) | 1:06,835 Minuten |
| 12    | Nina Hofer          | 22,984 s (17) | 22,344 s (12) | 21,815 s (5)  | 1:07,143 Minuten |
| 13    | Nina Prock          | 22,773 s (15) | 22,343 s (11) | 22,157 s (12) | 1:07,273 Minuten |
| 14    | Anne Röder          | 22,468 s (11) | 22,532 s (14) | 22,292 s (14) | 1:07,292 Minuten |
| 15    | Anna Ranalter       | 22,648 s (11) | 22,467 s (14) | 22,292 s (14) | 1:07,585 Minuten |
| 16    | Teodora Mischkalowa | 22,816 s (16) | 22,532 s (14) | 22,485 s (17) | 1:07,833 Minuten |
| 17    | Elena Micheler      | 22,996 s (18) | 22,738 s (17) | 22,457 s (15) | 1:08,191 Minuten |
| 18    | Polina Banowa       | 23,568 s (19) | 23,388 s (18) | 23,588 s (18) | 1:10,544 Minuten |
| DNF   | Melina Heinzelmaier | 22,217 s (4)  | 26,565 s (19) | DNS           |                  |